# مايكل جريجر

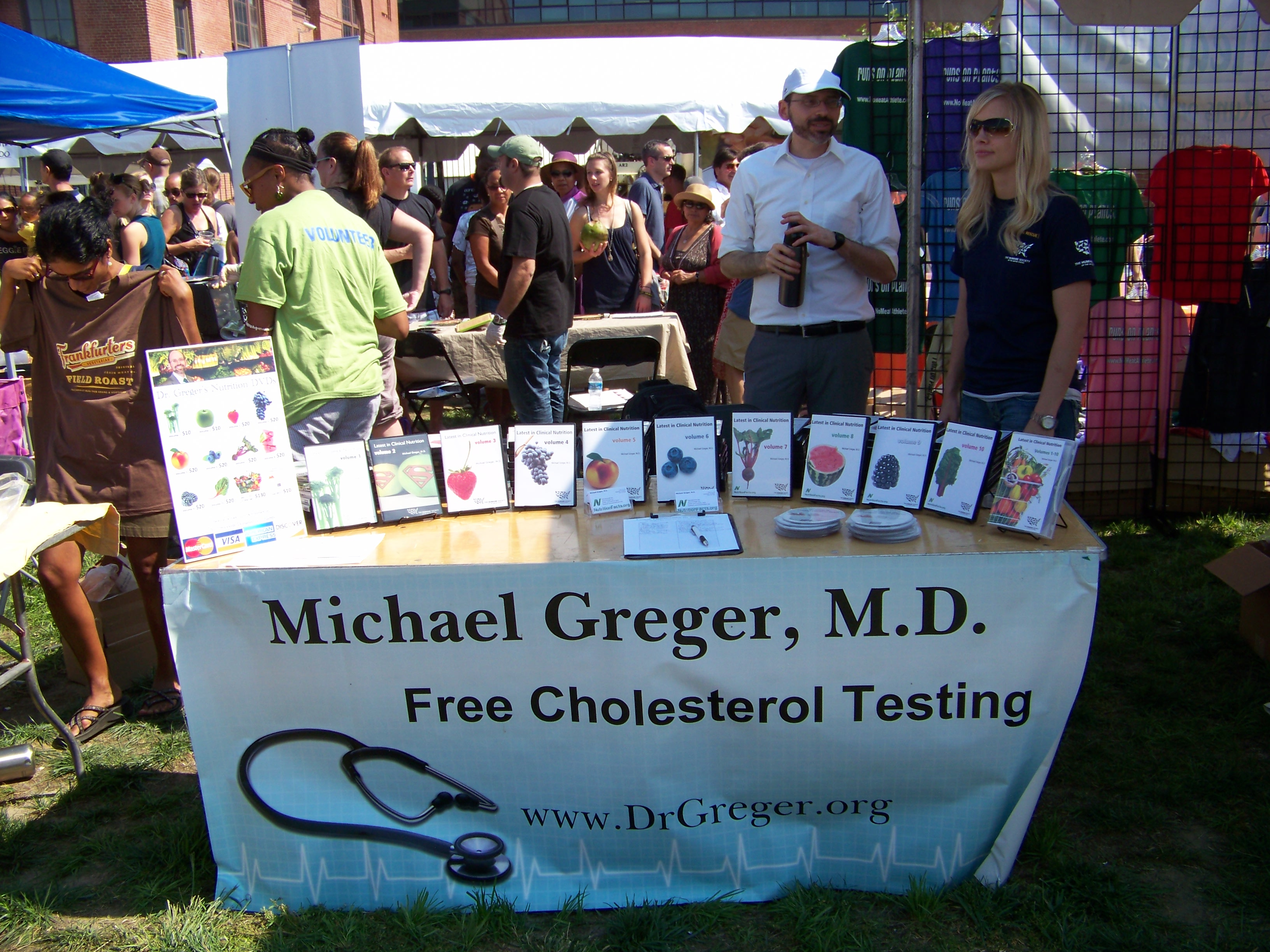
مايكل جريجر في 2007

مايكل هيرشيل جريجر (بالإنجليزية: Michael Greger)‏ هو طبيب أمريكي، مؤلف ومتحدث مهني عن قضايا الصحة العامة، خاصة فوائد النظام الغذائي الصحي المحتوي على الأكل في هيئته الكاملة والمبني علي النباتات وأضرار أكل المنتجات الحيوانية
هو نباتي وومنشئ
الموقع الرسمي

## الوظيفة
مايكل جريجر التحق بجامعة كورنيل (cornell university of Agriculture)، هناك، وهو مبتدئ كتب عن مخاطر إعتلال الدماغ الإسفنجي البقري على موقع كان قد أنشئه في 1994. في نفس العام، تم توظيفه للعمل على مشاكل جنون البقر لدي (Farm Sanctuary) بالقرب من كورنيل وأصبح نباتي بعد أن تجول في حظيرة الماشية كجزء من عمله لدي (Farm Sanctuary). 
في 1998، ظهر كشاهد خبير، يشهد عن اعتلال الدماغ الاسفنجي البقري عندما قاضي منتجي الماشية Oprah Winfrey من أجل التشهير والقذف بسبب تصريحات كانت قد قالتها عن مدي أمان اللحوم في 1996.
التحق مايكل جريجر في جامعة تفتس (Tufts University school of medicine)، في الأصل من أجل برنامج MD/PhD، ولكنه انسحب من البرنامج الثنائي واستكمل فقط الشهادة الطبية. تخرج في 1999 كطبيب عام متخصص في التغذية السريرية. في 2001، إنضم إلى منظمة المستهلكسن عضويين للعمل على مشاكب جنون البقر وتحدث على نحو واسع حول الموضوع عندما طهرت حالات جنون البقر في الولايات المتحدة الأمريكية وكندا، وسمي جنون البقر «طاعون القرن الواحد والعشرون». 
في 2004، أنشأ موقعا ونشر كتابا ناقدا لنظام Atkins الغذائي والأنظمة قليلة الكربوهيدراتس الأخري. 
في 2004، أنشئت الكلية الأمريكية لطب نمط الحياة في لوما ليندا ومايكل جريجر كان عضو مؤسس كواحد من أول مئة شخص ينضم للمنطمة. 
في 2005، إنضم لقطاع الرفق بالحيوان في المجتمع الإنساني كمدير للصحة العامة والزراعة الحيوانية. في 2008 شهد أمام الكونجرس بعد أن نشر المجتمع الإنساني مقطع فيديو سري  لشركة westland لتغليف اللحوم يظهر حيوانات معاقة تدخل في إنتاج اللحوم، والذي جعل USDA تعيد 65 مليون كيلوجرام من لحم البقر، بعضا منها كان سيذهب إلى برنامج الغذاء المدرسي
في 2011، أنشأ موقع الموقع الرسمي
 بتمويل من مؤسسة the jess & julie.

## روابط خارجية
- مايكل جريجر على موقع IMDb (الإنجليزية)
- مايكل جريجر على موقع ميوزك برينز (الإنجليزية)